# Renate
Renate (lombardul: Renaa) település Olaszországban, Lombardia régióban, Monza e Brianza megyében. Lakosainak száma 3967 fő (2023. január 1.). Renate Besana in Brianza, Briosco, Monticello Brianza, Cassago Brianza és Veduggio con Colzano községekkel határos.

## Népesség
A település lakossága az elmúlt években az alábbi módon változott:
| Lakosok száma | 4151 | 4086 | 4087 | 3967 |
|               | 2013 | 2017 | 2018 | 2023 |